# West Hartlepool Rugby Football Club
West Hartlepool Rugby Football Club est un club de rugby anglais fondé en 1881 et basé à West Hartlepool (Angleterre). Il joue actuellement en North 1, c'est-à-dire la cinquième division anglaise.

## Histoire
West Hartlepool Rugby Football Club a été fondé en 1881. 
Avant le passage à la profesionalisation du rugby à XV en 1995, le club a disputé plusieurs saisons au plus haut niveau dans le championnat d'Angleterre de rugby à XV dans les années 1990 avant d'être relégué lors de la saison 1998-1999. Les relégations se sont succédé et le club végète aujourd'hui au cinquième niveau anglais. 

## Joueurs célèbres
- Carl Aarvold
- William Bradley
- Jim Duthie
- Sammy Murfitt
- Tim Stimpson
- Andy Blyth
- John Taylor
- Rob Wainwright
- Mike Mullins
- Alan Whetton
- Gary Whetton
- Mike Brewer
- Micky Young
- Anthony Cameron